# 克里米亚航空
克里米亚航空（Crimea Air）曾是一家位于克里米亚半岛辛菲罗波尔辛菲罗波尔国际机场的航空公司。它于1996年10月4日成立并开始运营，并运营地区支线服务。它的主要基地是辛菲罗波尔国际机场。位于辛菲罗波尔的地区航空公司于2007年被清算。
它的IATA代码现已被重新分配给荷兰途易飞航空。

## 机队
克里米亚航空机队包括以下飞机：
- 2架雅克-42
- 7架安托诺夫An-24
- 1架安托诺夫An-26